# Chunked transfer encoding
Chunked transfer encoding — механизм передачи данных в протоколе передачи гипертекста (HTTP), позволяющий надёжно доставлять данные от сервера клиенту (чаще всего клиентскому web-браузеру) без необходимости заранее знать точный размер всего тела HTTP-сообщения. Это достигается разбиением сообщения на небольшие части (chunks), а затем передачей каждой части с указанием только её размера (в шестнадцатеричном виде). Окончание передачи сообщения определяется наличием последней части с нулевой длиной. Такой механизм позволяет передать динамически сформированные объекты, для которых нельзя заранее определить размер. Он стал доступен только начиная с HTTP версии 1.1 (HTTP/1.1).
Без механизма сhunked transfer encoding с каждым HTTP-пакетом необходимо указывать заголовок Content-Length, чтобы клиент мог найти конец передаваемого сообщения.

## Формат
Для отделения записей размеров блоков (частей) от их содержания используется разделитель CRLF (как строка: «\r\n»; как байты в формате HEX: 0x0D, 0x0A). Длина блока — это размер содержания блока, разделители CRLF записей размеров блоков не учитываются.
Схематическое представление: <длина блока в HEX><CRLF><содержание блока><CRLF>
Последний блок строится по той же схеме, потому имеет следующий вид по причине отсутствия содержания: 0<CRLF><CRLF>

## Пример
Ответ от сервера с использованием Transfer-Encoding: chunked. Для понятности символы CRLF показаны как \r\n
```
HTTP/1.1 200 OK\r\n
Content-Type: text/plain\r\n
Transfer-Encoding: chunked\r\n
Connection: keep-alive\r\n
\r\n
9\r\n
chunk 1, \r\n
7\r\n
chunk 2\r\n
0\r\n
\r\n
```

Содержит текстовый файл:
```
chunk 1, chunk 2
```